# Dakataua
Dakataua és una gran caldera volcànica que es troba a l'extrem nord de la península de Willaumez de l'illa de Nova Bretanya, a Papua Nova Guinea. Fa 10,5 per 13,5 quilòmetres La península inclou l'estratovolcà andesític Mont Makalia de 350 metres d'alçada. L'últim episodi de formació de caldera va tenir lloc cap al cap al 800 d.C i va ser seguit per almenys cinc erupcions subplinianes o vulcanianes. L'erupció més recent del mont Makalia va tenir lloc el 1895, produint colades de lava i cons de cendres.
La caldera conté un llac de 48 km2 que es troba a uns 76 msnm i té una profunditat màxima d'uns 120 metres. Té forma de ferradura, aproximadament dividida en dos per una península. És un llac d'aigua dolça, alcalí i amb un pH de fins a 8,2. Tot i que al llac hi ha diversos tipus de vida, no hi ha cap espècie de peix.
Una llegenda popular explica que un monstre anomenat migo viu al llac. El 1993 un equip de filmació japonès, dirigit per Tetsuo Nagata, va gravar el que deien ser el migo. Es suposa que la criatura gravada és en realitat un cocodril marí de l'oceà que envolta el llac.